# Kayatharu
Kayatharu (o Kayattar, Kayatar) è una suddivisione dell'India, classificata come town panchayat, di 9.497 abitanti, situata nel distretto di Thoothukudi, nello stato federato del Tamil Nadu. In base al numero di abitanti la città rientra nella classe V (da 5.000 a 9.999 persone).

## Geografia fisica
La città è situata a 8° 56' 60 N e 77° 47' 60 E e ha un'altitudine di 75 m s.l.m..

## Società

### Evoluzione demografica
Al censimento del 2001 la popolazione di Kayatharu assommava a 9.497 persone, delle quali 4.714 maschi e 4.783 femmine. I bambini di età inferiore o uguale ai sei anni assommavano a 932, dei quali 465 maschi e 467 femmine. Infine, coloro che erano in grado di saper almeno leggere e scrivere erano 6.223, dei quali 3.496 maschi e 2.727 femmine.